# Federico Marcello Lante
Federico Marcello Lante (ur. 18 kwietnia 1695 w Rzymie – zm. 3 marca 1773 w Rzymie) – włoski kardynał.

## Życiorys
Urodził się w Rzymie w rodzinie książąt Bomarzo, spokrewnionej z rodem della Rovere. Studiował prawo na uniwersytecie La Sapienza, uzyskując tytuł doktora (1719). W 1728 przyjął święcenia kapłańskie, a cztery lata później konsekrowano go na arcybiskupa tytularnego Petry w Palestynie. Gubernator terytorium Balneario od 1737 roku. Na konsystorzu we wrześniu 1743 uzyskał nominację kardynalską z tytułem prezbitera San Pancrazio. Opat komendatoryjny Farfa (opactwo w Fara in Sabina) od 1746. Prefekt Kongregacji Dobrego Rządu od 1759. Biskup Palestriny (1759-63) i Porto e Santa Rufina (od 1763). Uczestniczył w konklawe 1769 i konsekrował wybranego wówczas papieża Klemensa XIV. Zmarł w Rzymie i został pochowany w bazylice Dwunastu Apostołów.